# Thời kỳ Kamakura
| Lịch sử Nhật Bản | Lịch sử Nhật Bản |
| --- | ---------------- |
| Tiền sửThời kỳ đồ đá cũ ~15000 TCN Thời kỳ Jōmon (Thằng Văn) ~15000 TCN–300 TCN Thời kỳ Yayoi (Di Sinh) tk 4 TCN–tk 3 |                  |
| Cổ đạiThời kỳ Kofun (Cổ Phần) tk 3–tk 7 Thời kỳ Asuka (Phi Điểu) 592–710 Thời kỳ Nara (Nại Lương) 710–794 Thời kỳ Heian (Bình An) 794–1185 |                  |
| Phong kiếnThời kỳ Kamakura (Liêm Thương) 1185–1333 Tân chính Kemmu (Kiến Vũ) 1333–1336 Thời kỳ Muromachi (Thất Đinh) 1336–1573 Thời kỳ Nam-Bắc triều 1336–1392 Thời kỳ Chiến Quốc 1467–1590 Thời kỳ Azuchi-Momoyama (An Thổ-Đào Sơn) 1573–1603 Mậu dịch Nanban (Nam Man) Chiến tranh Nhật Bản – Triều Tiên 1592–1598 Thời kỳ Edo/Tokugawa (Giang Hộ/Đức Xuyên)1603–1868 Chiến tranh Nhật Bản – Lưu Cầu Chiến dịch Ōsaka (Đại Phản) Tỏa Quốc Đoàn thám hiểm Perry Hiệp ước Kanagawa (Thần Nại Xuyên) Bakumatsu (Mạc mạt) Minh Trị Duy tân Chiến tranh Boshin (Mậu Thìn) |                  |
| Hiện đạiThời kỳ Minh Trị (Meiji) 1868–1912 Nhật xâm lược Đài Loan 1874 Chiến tranh Tây Nam Chiến tranh Nhật–Thanh Hiệp ước Mã Quan Chiến tranh Ất Mùi 1895 Phong trào Nghĩa Hòa Đoàn Hòa ước Portsmouth Hiệp ước Nhật–Triều 1910 Thời kỳ Đại Chính (Taishō) 1912-1926 Nhật Bản trong Thế chiến thứ nhất Sự can thiệp của Nhật Bản vào Siberia Đại thảm họa động đất Kantō 1923 Thời kỳ Chiêu Hòa (Shōwa) 1926–1989 Chủ nghĩa quân phiệt Nhật Bản Sự kiện Phụng Thiên Nhật Bản xâm lược Mãn Châu Hiệp ước chống Quốc tế Cộng sản Chiến tranh Trung–Nhật Cuộc tấn công Trân Châu Cảng Vụ ném bom nguyên tử xuống Hiroshima và Nagasaki Chiến tranh Xô–Nhật Nhật Bản đầu hàng Thời kỳ bị chiếm đóng 1945-1952 Nhật Bản thời hậu chiếm đóng Kỳ tích kinh tế Nhật Bản thời hậu chiến Thời kỳ Bình Thành (Heisei) 1989–2019 Thập niên mất mát Động đất Kobe 1995 Cool Japan Động đất và sóng thần Tōhoku 2011 Thời kỳ Lệnh Hòa (Reiwa) 2019–nay Đại dịch COVID-19 tại Nhật Bản |                  |
| Xem thêm Thiên hoàng • Niên biểu • Đế quốc Nhật Bản Kinh tế • Giáo dục • Quân sự • Hải quân • Di sản thế giới |                  |
| x t s |                  |

Thời kỳ Kamakura (鎌倉時代 (Liêm Thương thời đại) Kamakura-jidai, 1185–1333) là một thời kỳ trong lịch sử Nhật Bản đánh dấu sự thống trị của Mạc phủ Kamakura, chính thức thiết lập năm vào 1192 bởi shogun Kamakura đầu tiên Minamoto no Yoritomo.
Thời kỳ Kamakura chấm dứt vào năm 1333 với sự sụp đổ của Mạc phủ và việc tái lập ngắn ngủi đế quyền của Nhật hoàng Go-Daigo bởi Ashikaga Takauji, Nitta Yoshisada, và Kusunoki Masashige.

## Mạc phủ và Nhiếp chính Hōjō
Thời kỳ Kamakura đánh dấu sự chuyển dịch sang nền kinh tế dựa trên đất đai và sự tập trung kỹ thuật quân sự hiện đại vào tay tầng lớp võ sĩ. Các lãnh chúa yêu cầu sự phục vụ trung thành của các chư hầu, đổi lại họ được ban thưởng thái ấp. Chủ thái ấp áp dụng các luật lệ quân sự địa phương.
Khi Minamoto Yoritomo đã củng cố quyền lực của mình, ông thành lập một chính thể mới tại quê nhà Kamakura. Ông gọi chính thể này là bakufu (幕府, Mạc phủ), còn bản thân ông được Nhật hoàng phong chức Chinh di Đại Tướng quân. Yoritomo đi theo chính thể gia đình trị của gia tộc Fujiwara và có một hội đồng hành chính, một ủy ban của các thuộc hạ và một ủy ban thẩm tra. Sau khi sung công đất đai ở miền Trung và miền Tây Nhật Bản, ông bổ nhiệm người quản lý các vùng đất này và đốc quân cho các tỉnh. Yoritomo có cả người quản lý lẫn đốc quân. Tuy vậy, Mạc phủ Kamakura không phải là một triều đại quốc gia mặc dù kiểm soát những vùng đất rộng lớn, vẫn có sự chống đối mạnh mẽ với những người quản lý. Chế độ này tiếp tục chiến tranh chống lại gia tộc Bắc Fujiwara, nhưng không bao giờ có thể hoàn toàn kiểm soát về quân sự với cả phía Bắc lẫn phía Tây. Triều đình cũ đóng tại Kyoto, tiếp tục nắm giữ đất đai mà họ có quyền lực tại đó, trong khi các gia tộc quân sự được tổ chức theo kiểu mới bị Kamakura lôi kéo.

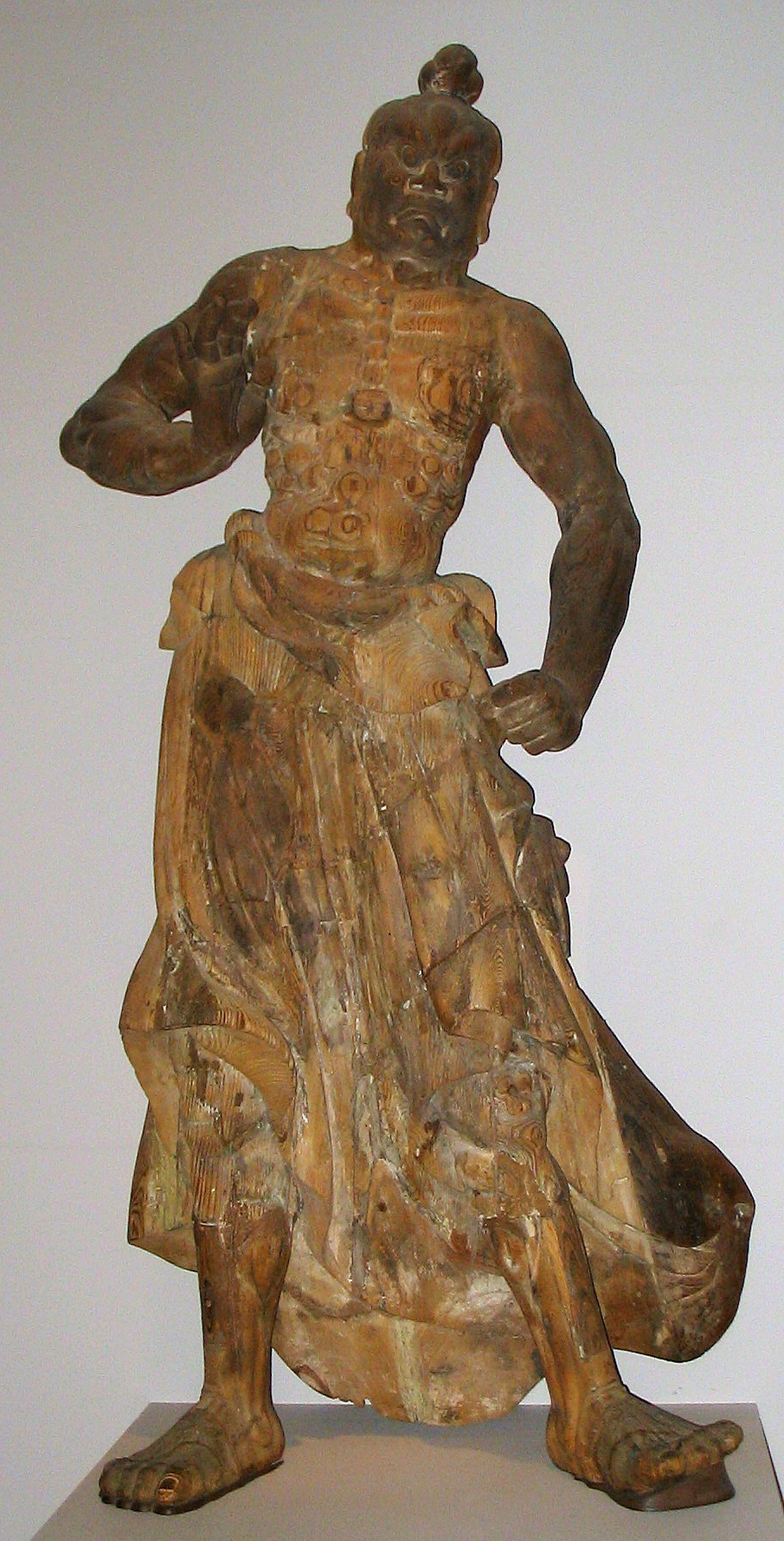
Tượng gỗ Nhật Bản kongorikishi thế kỷ 14, thời kỳ Kamakura.

Bất chấp khởi đầu mạnh mẽ, Yoritomo không thể củng cố quyền lãnh đạo của gia tộc mình một cách lâu dài. Sự bất đồng trong nội bộ gia tộc đã từ lâu tồn tại trong gia tộc Minamoto, mặc dù Yoritomo đã tiêu diệt những kẻ thách thức chính với quyền lực của mình. Khi ông đột ngột qua đời năm 1199, con trai ông Minamoto no Yoriie trở thành Shogun và người đứng đầu trên danh nghĩa của nhà Minamoto, nhưng Yoriie không thể kiểm soát được các gia tộc chiến binh ở phía Đông. Cho đến đầu thế kỷ 13, một Nhiếp chính được bổ nhiệm cho Shogun, đó là Hōjō Tokimasa—một thành viên của gia tộc Hōjō, một nhánh của gia tộc Taira đã tự mình liên minh với gia tộc Minamoto năm 1180. Người đứng đầu gia tộc Hōjō được lập làm nhiếp chính cho Shogun trong thời này được gọi là Shikken, mặc dù sau đó những vị trí được tạo ra với quyền lực tương tự như Tokuso và Rensho. Thường thì Shikken cũng là Tokuso và Rensho. Dưới thời Hōjō, Shogun trở thành một bù nhìn không còn quyền lực.
Với người bảo vệ cho Thiên hoàng (Shogun) tự mình cũng chỉ là một con bù nhìn, căng thẳng giữa Kyoto và Kamakura nảy sinh, và năm 1221, chiến tranh Jōkyū nổ ra giữa vị Nhật hoàng ẩn dật Go-Toba và vị nhiếp chính thứ hai Hōjō Yoshitoki. Quân đội nhà Hōjō dễ dàng chiến thắng, và triều đình phải chịu sự kiểm soát trực tiếp của Mạc phủ. Các nguyên soái của Shogun giành được quyền lực dân sự lớn hơn, và triều đình bị ép buộc phải có được sự phê chuẩn của Kamakura trên mọi vấn đề. Mặc dù bị lấy mất quyền lực chính trị, triều đình vẫn giữ được số đất đai lớn.
Vài thành tựu về hành chính quan trọng đạt được dưới thời nhiếp chính Hōjō. Năm 1225, nhiếp chính thứ 3 Hōjō Yasutoki thành lập Hội đồng Quốc gia, trao cơ hội cho các lãnh chúa quân sự khác thực hiện quyền tư pháp và lập pháp tại Kamakura. Nhiếp chính Hōjō chủ trì hội đồng, một hình thức cùng lãnh đạo thành công. Việc áp dụng bộ luật quân sự đầu tiên của Nhật Bản — Goseibai Shikimoku—năm 1232 phản ánh sự chuyển dịch về bản chất từ triều đình sang xã hội quân sự hóa. Trong khi việc thực thi pháp luật tại Kyoto vẫn dựa trên các nguyên tác Nho giáo 500 năm tuổi, bộ luật mới là các văn bản bắt buộc thi hành cao, nhấn mạnh vào nhiệm vụ của những người quản lý về dân sự và quân sự, đưa ra phương tiện để giải quyết các tranh chấp đất đai, và thành lập các quy tắc về quyền thừa kế. Nó súc tích và rõ ràng, quy định việc trừng phạt người vi phạm, và vẫn có hiệu lực trong vòng 635 năm sau.
Văn chương thời kỳ này phản ánh tình hình bất ổn của thời đại. Hōjōki miêu tả sự loạn lạc của thời kỳ này dưới dạng các khái niệm Phật giáo về tính vô thường của đời người. Heike monogatari thuật lại sự hưng thịnh rồi sụp đổ của nhà Taira, cung cấp nhiều câu chuyện về chiến tranh và chiến công của các samurai. Dòng văn học thứ hai là sự tiếp diễn của hợp tuyển thơ Shin Kokin Wakashū, bao gồm 20 tập được làm từ năm 1201 đến năm 1205.

## Phật giáo hưng thịnh
Trong thời đại chia rẽ và bạo lực, chủ nghĩa bi quan sâu sắc gia tăng sự hấp dẫn muốn tìm kiếm sự giải thoát. Kamakura là thời đại phổ cập Phật giáo trong dân chúng. Hai tông phái mới Jōdo-shū và Zen, thống trị thời kỳ này. Các tu viện trên núi Hiei đã trở thành các quyền lực chính trị nhưng hấp dẫn chủ yếu những người có học vấn một cách hệ thống về các lời huấn thị của tông phái, trong khi phái Shingon và những lễ nghi bí truyền tiếp tục được các gia đình quý tộc ở Kyoto ủng hộ rộng rãi. Trong thời kỳ này, một số lớn các nhà sư rời bỏ phái Tendai để sáng lập một phái Phật giáo riêng của mình, bao gồm:
- Pháp Nhiên (1133–1212), người sáng lập Trường phái Tịnh độ Nhật Bản hay Jōdo-shū.
- Thân Loan (1173–1263), học trò của Pháp Nhiên và là người sáng lập phái Tịnh độ chân tông (Jōdo Shinshū).
- Nhất Biến (1239–1289), người sáng lập phái Ji, nhấn mạnh vào sự tận tâm với A Di Đà qua những điệu nhảy cuồng nhiệt.
- Đạo Nguyên Hi Huyền (1200–1253), người sáng lập phái Tào Động tông, hay phái "tiệm ngộ" của Thiền tông.
- Minh Am Vĩnh Tây (1141–1215), người sáng lập phái Lâm Tế tông, hay phái "đốn ngộ" của Thiền tông.
- Nhật Liên (1222–1282), người sáng lập phái phái Nhật Liên, nhấn mạnh về sự hiến dâng cho chính Kinh Diệu Pháp Liên Hoa.

Các tông phải Phật giáo cũ như Chân Ngôn Tông, Thiên Thai tông và các trường phái đầu thời Nara tiếp tục hưng vượng trong suốt thời Kamakura, và thậm chí còn tiến hành những phương pháp để hồi sinh. Tuy vậy, với số lượng trường phái mới thời Kamakura ngày càng tăng, các trường phái cũ bị các trường phái mới hơn che lấp vì chúng có được những người tin theo từ chính quyền Kamakura, và các samurai của nó.

## Mông Cổ xâm lược
Việc đánh lui hai cuộc xâm lăng của quân Mông Cổ là những sự kiện quan trọng trong lịch sử Nhật Bản. Quan hệ Nhật Bản với Trung Quốc đã chấm dứt từ giữa thế kỷ 9 sau sự sụp đổ của nhà Hậu Đường Trung Quốc và sự hướng nội của triều đình Heian. Vài mối liên hệ thương mại vẫn được duy trì với nhà Nam Tống trong các thế kỷ sau, nhưng hải tặc Nhật Bản khiến cho đại dương trở nên nguy hiểm. Vào thời kỳ mà Mạc phủ không mấy quan tâm đến vấn đề đối ngoại và lờ đi các mối liên hệ từ Trung Quốc và Cao Ly, tin tức đến từ năm 1268 về việc nhà Nguyên đã lên ngôi ở Bắc Kinh. Lãnh tụ của triều đại này, Kublai Khan, yêu cầu Nhật Bản nộp cống phẩm cho nhà Nguyên và đe dọa trả đũa nếu họ không thực hiện. Không quen với những mối đe dọa kiểu như vậy, Kyoto tuyên cáo về nguồn gốc thần thánh của Nhật Bản và từ chối yêu cầu của Mông Cổ, đuổi người đưa tin Triều Tiên, và bắt đầu chuẩn bị phòng thủ.

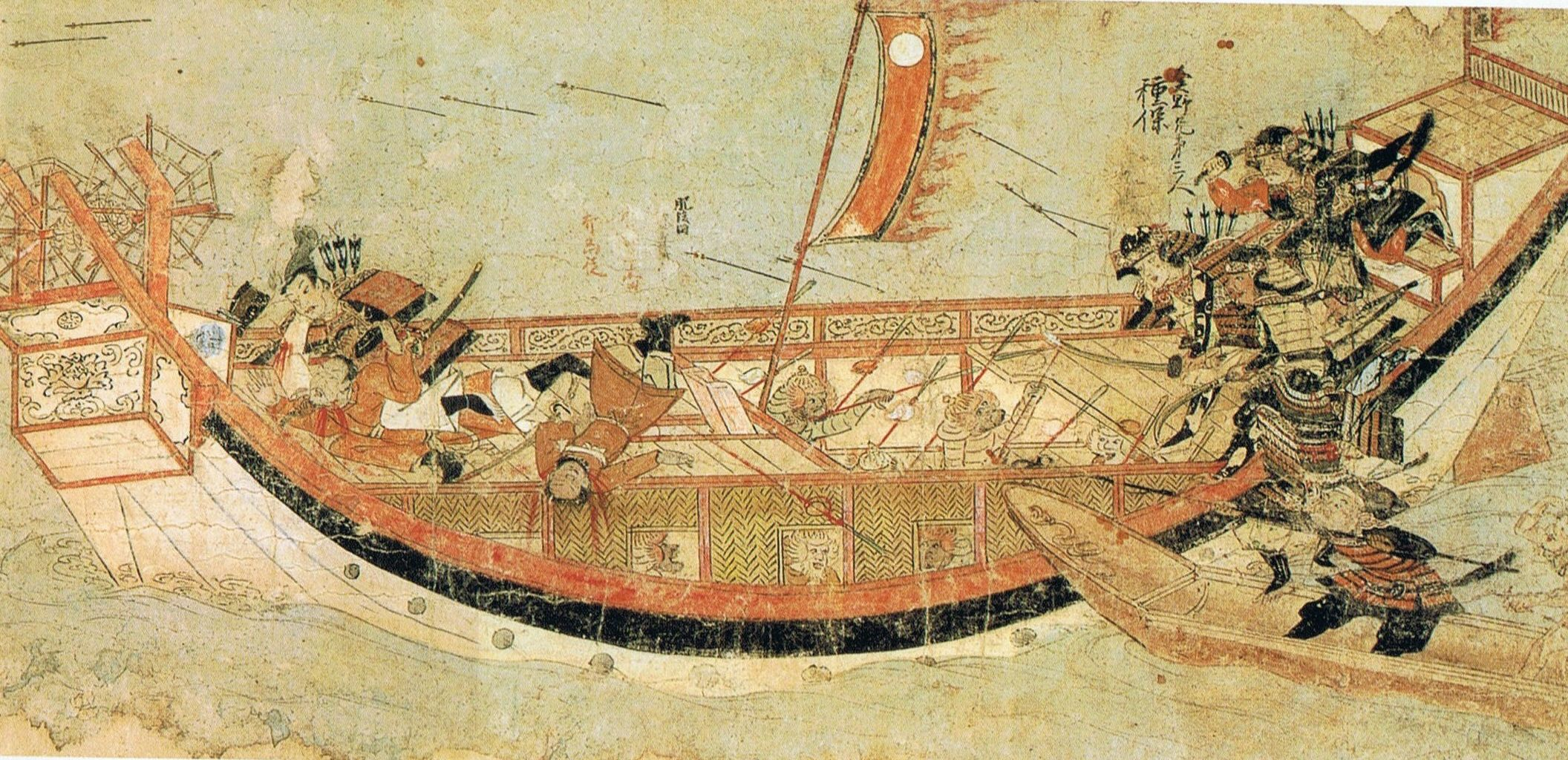
Samurai Nhật Bản leo lên thuyền Mông Cổ năm 1281.

Sau những lời khẩn nài hơn nữa vẫn không thành công, cuộc xâm lăng đầu tiên của người Mông Cổ diễn ra năm 1274. Hơn 600 tàu chở quân đội có cả người Mông Cổ, người Trung Quốc và người Triều Tiên với 23.000 quân được trang bị máy bắn đá, tên lửa và cung tên. Trong chiến đấu, các chiến binh hợp thành nhóm gần đội hình kỵ binh chống lại các samurai, những người vốn đã quen với những trận chiến một chọi một. Quân đội địa phương Nhật Bản Hakata, phía Bắc đảo Kyūshū, chống lại lực lượng đổ bổ vượt trội, tuy vậy, chỉ sau một ngày chiến đấu đã bị mất đến chín phần mười vì một cơn bão bất ngờ. Kublai nhận ra rằng tự nhiên, không phải trình độ quân sự, là lý do cho thất bại của quân đội ông, và năm 1281, ông tiến hành một cuộc xâm lược lần thứ hai. 7 tuần giao tranh diễn ra ở phía Tây Bắc đảo Kyūshū trước khi một cơn bão khác tấn công, một lần nữa hủy diệt hạm đội Mông Cổ.
Mặc dù các tu sỹ Shinto gán hai lần đánh bại quân Mông Cổ là nhờ kamikaze (thần phong), dấu hiệu cho sự bảo trợ đặc biệt của trời với nước Nhật, cuộc xâm lăng cũng để lại một ấn tượng sâu sắc với các lãnh đạo Mạc phủ. Mối đe dọa lâu dài của Trung Quốc với Nhật Bản được củng cố. Tuy vậy, chiến thắng của người Nhật mang đến cho các chiến binh cảm giác chiến đấu mạnh hơn vẫn còn trong người lính Nhật cho đến năm 1945. Chiến thắng cũng thuyết phục các chiến binh về giá trị của thể chế Mạc phủ với chính quyền.
Chiến tranh với Mông Cổ là sự tổn hại với nền kinh tế, các loại thuế mới được thu thêm để duy trì việc chuẩn bị phòng thủ cho tương lai. Hai cuộc xâm lăng cũng gây ra sự bất mãn trong những người hy vọng được ban thưởng vì trợ giúp của họ trong việc đánh bại quân Mông Cổ. Tuy vậy, không có đất đai hay tặng phẩm nào được ban thưởng, và sự bất mãn như thế, kết hợp với sự mở rộng quá mức và gia tăng chi phí phòng thủ, dẫn đến sự suy sụp của Mạc phủ Kamakura. Thêm vào đó, những người thừa kế đã chia nhỏ tài sản của gia đình, và các địa chủ ngày càng phải dựa vào những người cho vay. Các nhóm ronin lưu động càng đe dọa hơn nữa sự ổn định của Mạc phủ.

## Nội chiến
Nhà Hōjō tiến tới sự hỗn loạn sau đó bằng cách cố giành thêm nhiều quyền lực trong số rất nhiều các gia tộc lớn. Để làm suy yếu hơn nữa triều đình ở Kyoto, Mạc phủ quyết định cho phép hai nhánh vốn đang đấu tranh với nhau của Hoàng gia —gọi là Nam Triều hay chi thứ và Bắc Triều hay chi trưởng —thay thế nhau trên ngai vàng. Phương pháp này hiệu quả cho vài lần kế vị cho đến khi một thành viên của Nam Triều lên ngai vàng, Nhật hoàng Go-Daigo. Go-Daigo muốn lật đổ Mạc phủ, và ông công khai bất chấp Kamakura bằng cách chọn con trai ông làm người kế vị. Năm 1331, Mạc phủ lưu đày Go-Daigo, nhưng quân đội trung thành với ông, bao gồm Kusunoki Masashige nổi dậy. Họ được Ashikaga Takauji trợ giúp, một nguyên soái quay lưng lại Kamakura khi được gửi đi để dẹp cuộc nổi dậy của Go-Daigo. Cùng lúc đó, Nitta Yoshisada, một thủ lĩnh khác ở phía Đông, nổi dậy chống lại Mạc phủ, Mạc phủ tan rã nhanh chóng và nhà Hōjō bị đánh bại.
Trên đà thắng lợi, Go-Daigo cố gắng phục hồi quyền lực của Hoàng gia và thực hiện theo Nho giáo thế kỷ 10. Thời kỳ cải cách, được gọi là Tân chính Kemmu, với mục đích củng cố vị thế của Thiên hoàng và tái xác nhận vị thế đứng đầu của quý tộc trong triều so với các chiến binh. Tuy vậy, sự thực là quân đội nổi lên chống lại Kamakura với mục đích tiêu diệt nhà Hōjō, chứ không phải ủng hộ Thiên hoàng. Ashikaga Takauji cuối cùng sát cánh cùng Bắc Triều trong một cuộc nội chiến chống lại Nam Triều mà đại diện là Go-Daigo. Cuộc chiến giữa hai triều đình kéo dài từ năm 1336 đến năm 1392. Ban đầu, Go-Daigo bị đánh bật khỏi Kyoto, và địch thủ của Bắc Triều được Ashikaga Takauji đưa lên ngôi, Takauji sau này cũng tự mình lập nên một dòng Shogun mới.

## Các sự kiện
- 1185: Gia tộc Taira đối thủ bị đánh bại trên biển tại Trận Dan-no-ura bởi em trai của Yoritomo Minamoto no Yoshitsune,[1]
- 1192: Thiên hoàng bổ nhiệm Yoritomo làm shogun (tướng quân) với dinh thự tại Kamakura, thiết lập hệ thống chính quyền Mạc phủ
- 1199: Minamoto Yoritomo qua đời
- 1207: Pháp Nhiên và các đồ đề của mình bị trục xuất khỏi Kyoto và bị xử tử. Điều này tình cờ lại làm truyền bá mạnh mẽ Tịnh Độ Tông.
- 1221: Quân đội Kamakura đánh bại quân đội triều đình trong chiến tranh Jōkyū, từ đó khẳng định quyền thống trị tối cao của Mạc phủ Kamakura (Nhiếp chính Hōjō) đối với Thiên hoàng
- 1227: Tào Động Tông của Thiền phái được truyền bá vào Nhật Bản với nhà sư Đạo Nguyên Hi Huyền
- 1232: Bộ luật Jōei Shikimoku được ban hành để củng cố quyền thống trị của Nhiếp chính Hōjō
- 1274: Kublai Khan của Đế chế Mông Cổ cố xâm lược Nhật Bản nhưng bị một trận cuồng phong đánh bại.
- 1271: Nichiren bị trục xuất đến đảo Sado
- 1274 & 1281: Quân Mông Cổ dưới sự thống lĩnh của Hốt Tất Liệt cố gắng xâm chiếm Nhật Bản nhưng bị một cơn bão đẩy lùi.
- 1293: Ngày 27 tháng 5, một trận động đất và sóng thần lớn tấn công vịnh Sagami và Kamakura, giết chết 23.034 người.[2] Trước đó có các trận động đất/sóng thần vào các năm 1241 và 1257 cũng ở khu vực này, đều có độ lớn 7 độ richter.
- 1333: Nitta Yoshisada chinh phục và tiêu diệt Kamakura trong Cuộc bao vây Kamakura kết thúc Mạc phủ Kamakura.[3]